# Holmquistite
L'holmquistite (simbolo IMA: Hlm) è un raro minerale del supergruppo dell'anfibolo, all'interno del quale viene collocato nel "gruppo degli anfiboli con W(OH,F,Cl)-dominante" e da lì al sottogruppo degli anfiboli di litio dove occupa un posto nel "gruppo contenente la radice holmquistite nel nome"; essendo un anfibolo, appartiene agli inosilicati e pertanto alla famiglia minerale dei "silicati", e possiede composizione chimica ☐Li2(Mg3Al2)Si8O22(OH)2.

## Etimologia e storia
L'holmquistite prende il nome in onore di Per Johan Holmquist (1866 - 1946), petrologista di Stoccolma (Svezia). È stata scoperta nel 1913 nelle miniere di Utö ubicate sull'omonima isola appartenente all'arcipelago di Stoccolma (Svezia).

## Classificazione
La classica nona edizione della sistematica dei minerali di Strunz, aggiornata dall'Associazione Mineralogica Internazionale (IMA) fino al 2009, elenca l'holmquistite nella classe "9. Silicati (germanati)" e da lì nella sottoclasse "9.D Inosilicati"; questa viene ulteriormente suddivisa in base alla struttura cristallina del minerale, in modo tale che l'holmquistite possa essere trovata nella sezione "9.DE Inosilicati con catene doppie di periodo 2, Si4O11; clinoanfiboli" dove forma il sistema nº 9.DE.05.
Nell'edizione successiva, proseguita dal database "mindat.org", la classificazione resta in parte invariata: l'holmquistite resta nella classe dei "silicati" e nella sottoclasse degli "inosilicati", ma viene smistata nella sezione "9.DD Inosilicati con catene doppie di periodo 2, Si4O11; ortoanfiboli" in seguito alla scoperta che il minerale è un orto-anfibolo e non un clino-anfibolo; qui forma il sistema nº 9.DD.05.
Nella Sistematica dei lapis (Lapis-Systematik) di Stefan Weiß l'holmquistite si trova nella classe dei "silicati" e nella sottoclasse degli "inosilicati"; qui si trova nella sezione riservata ai minerali con struttura "[Si4O11] a due bande 6-; anfiboli ortorombici" dove forma il sistema nº VIII/F.12.
Anche la classificazione dei minerali secondo Dana, usata principalmente nel mondo anglosassone, elenca l'holmquistite nella famiglia dei "silicati", qui è nella classe degli "inosilicati: catene doppie non ramificate, W=2" e nella sottoclasse degli "inosilicati: catene doppie non ramificate, configurazione anfibolo W=2" dove forma il sistema nº 66.01.02.

## Abito cristallino
L'holmquistite cristallizza nel sistema ortorombico nel gruppo spaziale Pnma (gruppo nº 62) con i parametri di reticolo a = 18,30 Å, b = 17,69 Å e c = 5,30 Å, oltre ad avere 4 unità di formula per cella unitaria.

## Origine e giacitura
L'holmquiste si forma per sostituzione nei margini esterni delle pegmatiti ricche di litio associata a biotite, clino-holmquistite, clinozoisite, plagioclasio, quarzo, spodumene, tormalina e orneblenda.
L'holmquistite è piuttosto rara ed è stata trovata in scarse quantità in vari siti sparsi per il mondo. Qui si ricorda solo la sua località tipo, le miniere di Utö (58.96611°N 18.32972°E) ubicate sull'omonima isola (arcipelago di Stoccolma, Svezia).

## Forma in cui si presenta in natura
L'holmquistite si trova in cristalli prismatici o aciculari lunghi fino a 10 cm. Il minerale è da trasparente a traslucido con lucentezza vitrea; il colore è nero, viola scuro, azzurro cielo, mentre quello dello striscio è bianco con sfumatura celeste.

## Proprietà ottiche
L'holmquistite mostra un forte pleocroismo quando si analizzano esemplari di colore scuro, presentando colori in varie sfumature di viola.